# بسکتبال قهرمانی باشگاه‌های غرب آسیا ۲۰۰۱
بسکتبال قهرمانی باشگاه های غرب آسیا ۲۰۰۱، چهارمین دوره مسابقات جام قهرمانی غرب آسیا بود،این مسابقات از چهاردهم تا هجدهم مه در دمشق پایتخت سوریه برگزار شد.

## جدول رده بندی
| تیم     | بازی | برد | باخت | امتیاز |
| الوحده  | ۳    | ۳   | ۰    | ۶      |
| ارتدکس  | ۳    | ۲   | ۱    | ۵      |
| الاتحاد | ۳    | ۱   | ۲    | ۴      |
| الجزیره | ۳    | ۰   | ۳    | ۳      |